# Marbelup
Marbelup ist ein Ort im australischen Bundesstaat Western Australia. Er liegt etwa 20 Kilometer westlich von Albany. Der Ort liegt im traditionellen Siedlungsgebiet des Aborigines-Stammes der Mineng.

## Geografie
Marbelup ist eine weite Streusiedlung ohne Zentrum vor den Toren von Albany. Südlich des Ortes liegen Elleker und Cuthbert, westlich Torbay östlich McKail und  nördlich Redmond und Drome.
Der South Coast Highway, der Albany mit Denmark verbindet, führt durch Marbelup und kreuzt hier die Eisenbahnlinie nach Albany.
Der Ort liegt rund sieben Kilometer nördlich der Küste. Im Süden des Ortes liegt ein Naturschutzgebiet, das Marbelup Nature Reserve.

## Geschichte und Etymologie
Die W A Land company, die Firma, die den Great Southern Railway gebaut hat, errichtete 1889 eine Haltestelle namens Marbelup.
1900 wurde Marbelup erstmals in ein Ortslexikon aufgenommen. Der Name Marbelup hat Ursprung in der Sprache der Mineng, die Bedeutung ist allerdings unbekannt.

## Bevölkerung
Der Ort Marbelup hatte 2016 eine Bevölkerung von 350 Menschen, davon 51,9 % männlich und 48,1 % weiblich. Darunter sind keine Aborigines oder Torres Strait Islanders.
Das durchschnittliche Alter in Marbelup liegt bei 35 Jahren, drei Jahre weniger als der australische Durchschnitt von 38 Jahren.